# Virchowstraße 2, 3

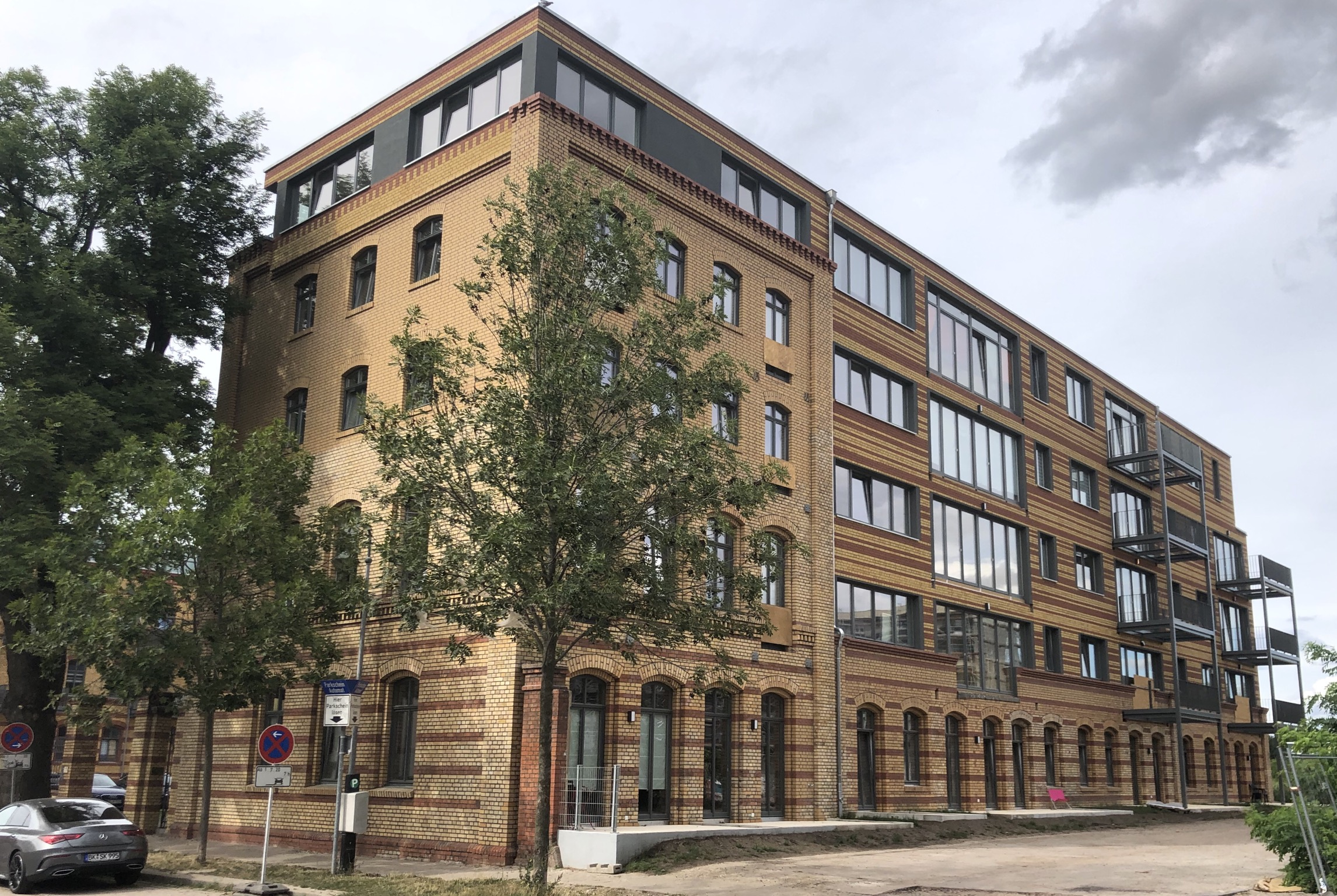
Ehemaliges Verwaltungsgebäude Virchowstraße 2, 3, Blick auf die Ostseite, 2020

Das Haus Virchowstraße 2, 3 ist ein denkmalgeschütztes ehemaliges Verwaltungsgebäude in Magdeburg in Sachsen-Anhalt.

## Lage
Es befindet sich im Magdeburger Stadtteil Altstadt auf der Nordseite der Virchowstraße. Westlich befindet sich das gleichfalls denkmalgeschützte Gebäude Virchowstraße 4, südlich, auf der gegenüber liegenden Straßenseite, die Elbeschwimmhalle.

## Architektur und Geschichte
Der Gebäudekomplex entstand in der Zeit zwischen 1880 und 1890 als Korps-Bekleidungsamt und gehörte damit zu den militärischen Bauten, die nahe dem nördlich gelegenen Schrote-Exerzierplatz und der im Zweiten Weltkrieg zerstörten Kaserne Ravensberg entstanden. Zu der Gebäudegruppe gehörte neben einem Dienstwohngebäude auch eine Werkstatt und ein Lagerhaus.
Die ursprünglich eineinhalb- bis zweieinhalbgeschossigen Ziegelbauten gruppieren sich als Dreiflügelanlage um ein nach Süden zur Virchowstraße offenen, nur durch einen schmiedeeisernen Zaun abgegrenzten, Hof. Es bestehen Mezzaningeschosse. Die Fensteröffnungen sind als Segmentbögen ausgeführt. Bedeckt sind die Bauten mit einem Flachdach. 
Während des Zweiten Weltkriegs erlitten die Gebäude starke Schäden. Nach Kriegsende erfolgte ein Wiederaufbau zur Wohn- und Gewerbenutzung. Nach der friedlichen Revolution in der DDR endeten die Nutzungen, bis der Komplex leer stand und verfiel. Ab Sommer 2018 erfolgte eine Sanierung. Auf einer Nutzfläche von 4661 m² entstanden 73 Wohnungen mit einer Fläche von 39 bis etwa 110 m². Zugleich wurden der West- und Nordflügel um ein Geschoss und ein Dachgeschoss erhöht.
Im örtlichen Denkmalverzeichnis sind die Verwaltungsgebäude unter der Erfassungsnummer 094 17404 als Baudenkmal verzeichnet.
Insgesamt präsentiert sich die gründerzeitliche Militärarchitektur des Komplexes schlicht. Der Komplex gilt, als einer der wenigen erhaltenen Teile der militärischen Nutzung dieses Stadtbereichs, als stadtgeschichtlich bedeutsames Zeugnis der Epoche der Festung Magdeburg.